# Nombre quàntic
Els nombres quàntics s'utilitzen per a definir l'estat quàntic de les partícules subatòmiques i sistemes quàntics. En general, es necessiten un conjunt de nombres quàntics per a definir un estat quàntic, i no es pot assegurar el nombre necessari de nombres quàntics que calen per a descriure un estat. Per tant, no és possible donar una llista completa. Alguns exemples són:
- Nombre bariònic: Un barió té un nombre bariònic: B=+1, mentre que un antibarió té: B= -1. Els leptons (i els bosons de gauge) tenen B=0.
- Nombre leptònic: Als leptons se'ls atribueix un nombre leptònic L=+1, als antileptons L= -1. Els barions (i els bosons de gauge) tenen un nombre leptònic L=0.
- Càrrega elèctrica: Q= +1 per a les partícules en càrrega positiva, i Q= -1 per a les de càrrega negativa. Les partícules neutres tenen Q=0.
- Nombres quàntics de sabor dels quarks (la resta de partícules tenen valors nuls d'aquests nombres)ː
  - Isoespín: Iz = ½ per als quarks de tipus amunt, i Iz = - ½ per als quarks tipus avall.
  - Estranyesa (física): S = +1 (-1) per a tota partícula amb 1 antiquark estrany (1 quark estrany).
  - Encant (física): C = +1 (-1) per a tota partícules amb 1 (anti)quark encant.
  - Bellesa (física): B' = +1 (-1) per a tota partícula amb 1 antiquark fons (1 quark fons).
  - Veritat (física): T = +1 (-1) per al quark cim (-1 per a l'antiquark cim).
  - Hipercàrrega: I = B+S+C+B '+T, relacionat amb la càrrega elèctrica per la fórmula de Gell-Mann-Nishijima: Q = I  z +I/2.
- Nombres quàntics de sabor relacionats amb la interacció feble:
  - Isoespín feble, Tz = -1/2 per als tres leptons carregats (e, μ i τ), així com per als tres quarks de tipus avall (d, s i b). Tz = 1/2 per als tres neutrins, així com per als tres quarks de tipus amunt (u, c i t).
  - Hipercàrrega feble: IW  = -1 per als leptons carregats i +1 per als antineutrins. Els quarks tenen IW = 1/3, i els bosons W+/- tenenː IW  = +1/-.
- Espín: moment angular intrínsec d'una partícula, s. Pren valors enters o semienters.
- Paritat: És el valor propi d'una partícula/sistema quàntic sota reflexió. Segons l'expressió P = (−1)ℓ, si el nombre quàntic angular ℓ de la partícula/sistema és parell, la seva paritat és positiva (P=+1, paritat parella), i és negativa (C=−1, paritat senar) per a estats amb ℓ senar.

Aquests nombres se solen conservar en les desintegracions de partícules: Així un neutró aïllat (Q=0, B=1, L=0) es pot desintegrar en un protó (Q=1, B=1, L=0), un electró (Q= -1, B=0, L=1), i un antineutrí (Q=0, B=0, L= -1). Aquí hi ha una conservació de totes les càrregues. La desintegració del neutró és possible perquè la seva massa supera la massa de tots els productes de la desintegració. Un exemple on no es conserven els nombres quàntics és el de l'estranyesa, present en partícules com Kaons i Hiperons, en la interacció feble.

## L'àtom d'hidrogen
El cas de l'àtom d'hidrogen és el paradigma dels nombres quàntics a la mecànica quàntica. És molt important perquè és molt útil a la química i perquè és un problema real amb solució analítica.
En mecànica quàntica no relativista el Hamiltonià d'aquest sistema consisteix en l'energia cinètica de l'electró i l'energia potencial deguda a la força coulombiana entre el nucli i l'electró. El nombres quàntics són:
- Nombre quàntic principal (n= 1,2,3…) denota el valor propi (eigenvalue) del Hamiltonià. Aquest nombre depèn només de la distància de l'electró al nucli (la coordinada radial r). La distància mitjana incrementa amb n i, per tant, es diu que estats quàntics amb diferent nombre quàntic principal pertanyen a òrbites diferents.
- Nombre quàntic azimutal (l = 0,1,...,n-1) també anomenat nombre quàntic angular o orbital. En química aquest nombre és molt important perquè determina la forma de l'orbital atòmic i, per tant, l'enllaç químic i l'angle d'enllaç.
- Nombre quàntic magnètic (ml = -l, -l+1,...,0,..., l-1, l).
- Nombre quàntic d'espín (ms= -1/2 o +1/2) trobat experimentalment mitjançant espectroscòpia.

| nom                      | símbol                      | significat orbital        | range dels valors                                                                                        | Exemple |
| ------------------------ | --------------------------- | ------------------------- | --- | --- |
| Nombre quàntic principal | {\displaystyle n\ }         | orbital                   | {\displaystyle 1\leq n\ \!}                                                                              | {\displaystyle n=1,2,3...\ \!}                                                                                  |
| Nombre quàntic azimutal  | {\displaystyle \ell \ }     | suborbital                | {\displaystyle 0\leq \ell \leq n-1\ }                                                                    | per {\displaystyle n=3\ \!}: {\displaystyle \ell =0,1,2\ (s,p,d)\ }                                             |
| Nombre quàntic magnètic  | {\displaystyle m_{\ell }\ } | desplaçament de l'energia | {\displaystyle -\ell \leq m_{\ell }\leq \ell \ }                                                         | per {\displaystyle \ell =2\ }: {\displaystyle m_{\ell }=-2,-1,0,1,2\,\!}                                        |
| Nombre quàntic d'espín   | {\displaystyle m_{s}\ \!}   | espín                     | {\displaystyle -{\begin{matrix}{\frac {1}{2}}\end{matrix}},{\begin{matrix}{\frac {1}{2}}\end{matrix}}\ } | només: {\displaystyle -{\begin{matrix}{\frac {1}{2}}\end{matrix}},{\begin{matrix}{\frac {1}{2}}\end{matrix}}\ } |

S'ha de tenir en compte que el cas d'una molècula és diferent donat que el Hamiltonià d'una molècula és diferent.

## Nombres quàntics i física de partícules
En física de partícules, com a la mecànica quàntica, es fan servir nombres quàntics. A diferència de la mecànica quàntica, la física de partícules entén les partícules com estats quàntics del model estàndard. En aquest model cada nombre quàntic denota una simetria. És útil distingir entre simetries espaciotemporals i internes.
Nombres quàntics relacionats amb simetries espaciotemporals són l'espín, paritat, conjugació de càrrega o paritat-C, reversió de temps o paritat-T. Exemples de simetries internes són el nombre leptònic, nombre bariònic o la càrrega elèctrica.